# Cigarettes and Coffee
Cigarettes and Coffee est un court métrage américain réalisé par Paul Thomas Anderson en 1993.
Paul Thomas Anderson retrouvera ensuite son acteur Philip Baker Hall en 1996 pour son premier long-métrage Double mise adapté de Cigarettes and Coffee puis pour Boogie Nights en 1997 et Magnolia en 1999.
Le film est sélectionné au festival du film de Sundance, dans la catégorie des courts métrages (Shorts Program), de 1993.

## Synopsis
À travers trois histoires à priori distinctes, cinq personnes se croisent dans un café de Las Vegas.

## Fiche technique
- Titre : Cigarettes and Coffee
- Réalisation et scénario : Paul Thomas Anderson
- Production : Patrick Hoelck, Wendy Weidman et Kirk Baltz
- Montage : Barbara Tulliver
- Photographie : Vincent J. Baldino
- Distribution : Hex Films
- Pays d'origine :  États-Unis
- Langue : anglais
- Genre : Fiction
- Format : couleur
- Date de sortie : 1993
- Durée : 24 minutes
- Budget : 20 000 $

## Distribution
- Philip Baker Hall
- Kirk Baltz
- Scott Coffey
- Miguel Ferrer
- Kim Gillingham
- M.K. Harris
- Jennifer Kaplan
- Bonnie Fidelman

## Production
Le film fut financé avec un budget de 20 000 dollars. Paul Thomas Anderson se servit des connexions de son ami Shane Conrad à Panavision pour emprunter une caméra Panaflex durant un week-end (à condition de la rendre le lundi suivant), une caméra qui aurait dû lui coûter 6 000 dollars. Anderson utilisa d'autres contacts afin d'embaucher des acteurs professionnels, tels que Miguel Ferrer, Scott Coffey et Kirk Baltz.
Anderson, qui travaille alors en tant qu'assistant producteur sur le tournage d'un téléfilm pour PBS, propose à Philip Baker Hall d'en être l'acteur principal. L'acteur est ébloui par le scénario.